# Theodore Groves
Theodore Francis Groves est un économiste américain connu dans le domaine de la théorie des jeux pour être l'auteur du plus général des mécanismes de Vickrey-Clarke-Groves.

## Biographie
Theodore Groves a fait son PhD à l'université de Californie à Berkeley en 1970. Sa généralisation du mécanisme de Clarke (1971), qui est déjà une généralisation de l'enchère de Vickrey, fut publiée dans Econometrica en 1973, dans un article intitulé Incentive in teams. Il a été professeur d'économie à l'université de Californie à San Diego à partir de 1979 et est maintenant professeur émérite.

## Liens
- Page de Theodore Groves sur le site de l'université de Californie à San Diego

- Ressources relatives à la recherche :   - Mathematics Genealogy Project
  - Research Papers in Economics
  - Scopus
- Notices d'autorité :   - VIAF
  - ISNI
  - IdRef
  - LCCN
  - GND
  - Pays-Bas
  - Israël
  - NUKAT
  - WorldCat